# Duel en ville

Duel en ville est une mini-série française en 4 épisodes réalisée par Pascal Chaumeil, diffusée les 10 et 11 janvier 2009 sur France 3.

## Synopsis
Un soir d'octobre, le député-maire d'une grande ville de province tue sa maîtresse accidentellement. Pour le protéger, son chauffeur maquille cette mort en suicide. Et ce qui était un accident devient un crime, bientôt suivi d'autres meurtres. Face à eux, un policier, cassé par la vie, s'acharne envers et contre tous, à faire éclater la vérité. Cette ville est sa dernière chance, cette enquête est devenue sa raison de vivre.

## Fiche technique
- Scénario :
- Pays :  France
- Durée : 4x52 minutes
- Musique: Julien Agazar
- Mixage Musique: Benjamin Farley

## Distribution
- Patrick Chesnais : Philippe Dellas
- Xavier Beauvois : Alexandre Konygnski
- Samira Lachhab : Valentine Robicheaux
- Olivier Rabourdin : Joël Delpierre
- Pierre Diot : Daniel Lefébure
- Isabelle Renauld : Catherine Dellas
- Émilie Chesnais : Lou Dellas
- Christophe Meynet : Jimmy
- Éric Naggar : le commissaire Jean-Paul Legrand
- Samir Boitard : Nourredine Belkacem
- Alexandra Gentil : Pauline
- Marion Trémontels : Nathalie Faure
- Anna Gaylor : Rose
- Adina Cartianu : Sylvia Radachnik
- Rodolphe Le Corre : Debure